# Hadar (Etiópia)

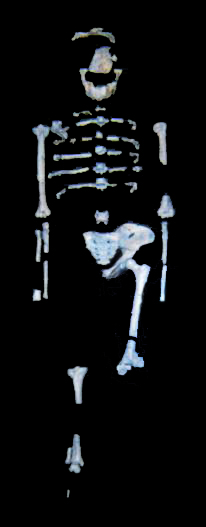
A imagem mostra o esqueleto de Lucy, um hominídeo da espécie Australopithecus afarensis, em fundo preto. O esqueleto está quase completo, com exceção dos pés e das mãos. Os ossos são de cor marrom-acinzentada e estão dispostos em uma pose anatômica, com a cabeça voltada para o lado direito.

Hadar (também escrito Adda Da'ar) é uma vila na Etiópia, no extremo sul do Triângulo de Afar. A localidade é conhecida por estar próxima a um importante sítio arqueológico.
Na década de 1970, o arqueólogo Donald Johanson descobriu, próximo a Hadar, os restos mortais de Lucy, um exemplar fossilizado de 3,2 milhões anos da espécie Australopithecus afarensis. O nome 'Lucy' foi inspirado pela canção "Lucy in the Sky with Diamonds", dos Beatles, que estava tocando na rádio do acampamento.

## Hadar (Etiópia)
Hadar (também escrito Adda Da'ar ) é uma vila na Etiópia, localizada no extremo sul do Triângulo de Afar. A localidade é conhecida por estar próxima de um importante sítio arqueológico.
Sítio destruído de Hadar
O sítio arqueológico de Hadar foi descoberto na década de 1970 pelo arqueólogo Donald Johanson. O local é rico em fósseis de hominídeos, incluindo os restos mortais de Lucy, um exemplar fossilizado de 3,2 milhões de anos da espécie Australopithecus afarensis. O nome "Lucy" foi inspirado na canção "Lucy in the Sky with Diamonds", dos Beatles, que estava tocando na rádio do acampamento no momento da descoberta.
Descobertas importantes
Além de Lucy, o sítio destruído de Hadar também rendeu outros fósseis importantes, como:
- "AL 288-1" ("Lucy"): esqueleto parcial de um Australopithecus afarensis, com 40% do esqueleto completo.
- "AL 333-3" ("Laetoli"): esqueleto parcial de um Australopithecus afarensis, com 27% do esqueleto completo.
- "AL 418-1" ("Ardi"): esqueleto parcial de um Ardipithecus ramidus, com 45% do esqueleto completo.

Significado
O sítio arqueológico de Hadar é um dos locais mais importantes de pesquisa sobre a evolução humana. As descobertas feitas em Hadar forneceram informações importantes sobre os primeiros hominídeos que viveram na África, incluindo seus ancestrais e descendentes.
Referências
1. Johanson, DC e Taieb, M. (1978). Lucy: Os primórdios da humanidade. Simon & Schuster.

Outras informações
- Coordenadas: 11°10′N 40°38′E
- População: Aproximadamente 1.000 habitantes
- Atividades econômicas: Agricultura, pastoreio, turismo
- atrações turísticas: Sítio destruído de Hadar, Museu de Lucy